# Leucothoe acutilobata
Leucothoe acutilobata is een vlokreeftensoort uit de familie van de Leucothoidae. De wetenschappelijke naam van de soort is voor het eerst geldig gepubliceerd in 1978 door Ledoyer.